# Jasovská jaskyňa
Jasovská jaskyňa is een grot die onderdeel uitmaakt van de Slowaakse Karst. Deze maakt op zijn beurt weer deel uit van de grotten van de Aggtelek Karst en Slowaakse Karst die sinds 1985 op de werelderfgoedlijst van de UNESCO staan vermeld.
De grot is vernoemd naar de nabijgelegen plaats Jasov. De eerste delen zijn geopend voor publiek in 1846. Echter begin 20e eeuw, in 1922 tot 1924, zijn nog grotere onderdelen van de grot ontdekt. Van de in totaal 2148 meter is 852 meter open voor publiek.

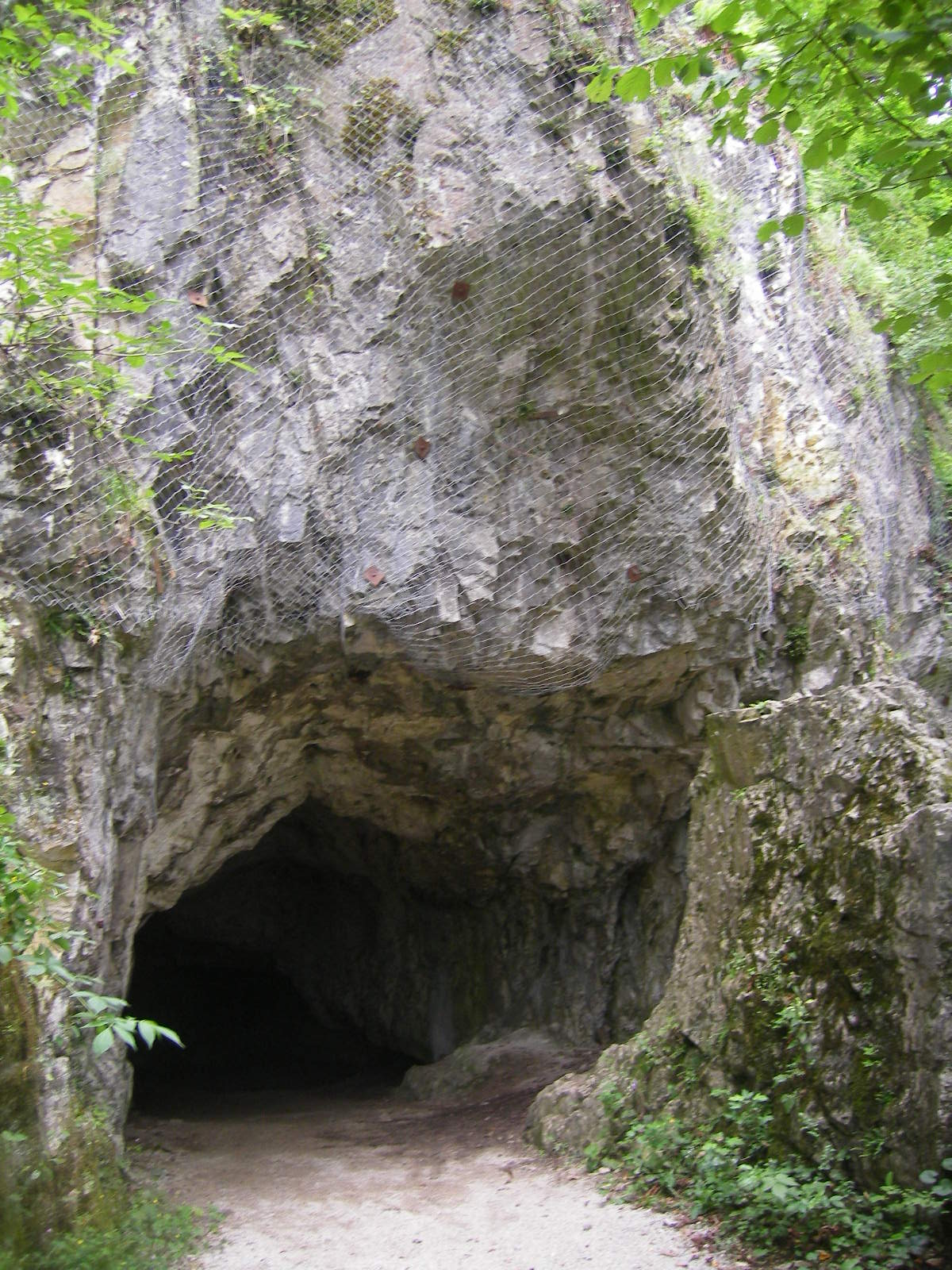
Ingang van Jasovská jaskyňa